# ای‌آر ذات‌الکرسی

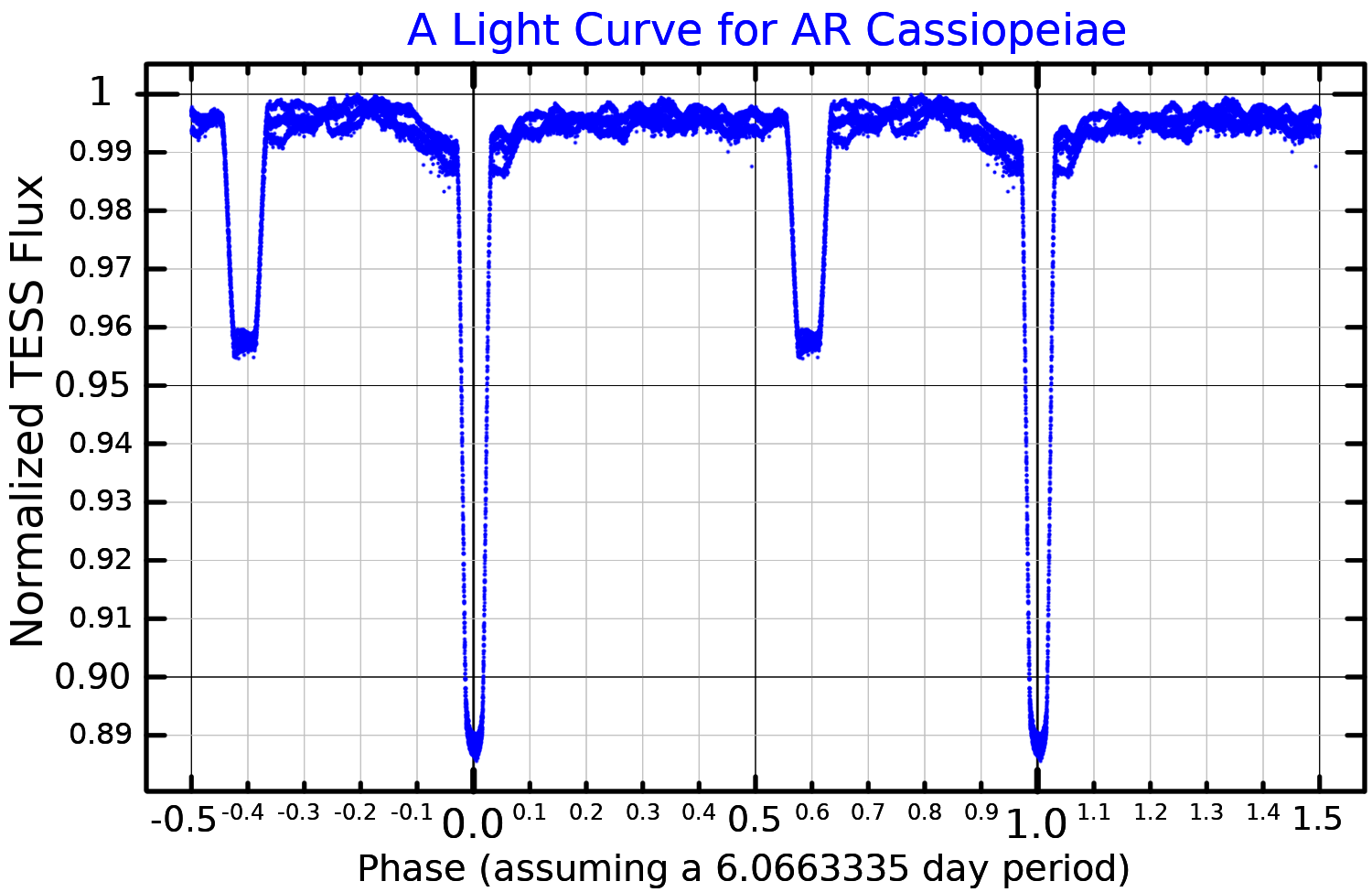
منحنی نور برای ای آر ذاتالکرسی، رسم شده از داده های ماهواره ای TESS

ای‌آر ذات‌الکرسی یک ستاره است که در صورت فلکی ذات‌الکرسی قرار دارد.